# نیژنیه سرگی
شهر نیژنیه سرگی (به روسی: Нижние Серги) در کشور روسیه و در اوبلاست سوردلوفسک واقع شده‌است.